# Dapaong
Dapaong (bekend als Dapaongo of Dapango) is een stad in het noorden van Togo in de regio Savanes waar het ook de hoofdstad van is. Dapaong ligt 638 km ten noorden van de hoofdstad Lomé, bij de grens met Burkina Faso. De stad telde in 2003 ongeveer 49.000 inwoners.

## Economie
Dapaong speelt een strategische rol in de handel van West-Afrika. Dit komt omdat het een belangrijke plaats is in de doortocht van goederen naar Burkina Faso, Benin en Niger. De lokale economie is er dan ook een van de belangrijkste in Togo. Het economisch centrum van de stad is de markt met verschillende winkels die stof, gierst en schapen verkopen. De belangrijkste bronnen van inkomsten zijn afkomstig uit de ambachtelijke productie, handel, veeteelt en landbouw. Sinds de jaren 2000 is de tomatenteelt verhoogt die geëxporteerd wordt naar Lomé.

## Infrastructuur
Elektriciteit wordt geleverd van de Akosombodam, maar er zijn nog veel andere grote problemen, bijvoorbeeld met waterzuivering.

## Bevolking
Dapaong wordt voornamelijk bewoond door Moba, Gourma, Mossi en Fulani. Het rooms-katholieke bisdom Dapaong is sinds 1965 gevestigd in de stad.

## Geboren
- Djené Dakonam (31 december 1991), voetballer